# Poletne olimpijske igre 1988
Poletne olimpijske igre 1988 (uradno XXIV. olimpijada moderne dobe) so bile poletne olimpijske igre, ki so potekale leta 1988 v Seulu v Južni Koreji. Druga gostiteljska kandidatka je bila: Nagoja, Japonska.